# 프낙
프낙(Fnac)은 문화와 전자제품을 판매하는 프랑스의 대형 리테일 체인이다. 1954년 앙드레 에셀과 막스 테렛에 의해 설립되었다. 본사는 파리 (프랑스) 주변 이브리쉬르센의 Le Flavia에 위치해 있다. 프낙은 Fédération Nationale d’Achats des Cadres의 준말이다.

## 운용 국가
2018년 10월 기준으로, 프낙은 프랑스, 벨기에, 포르투갈, 스페인, 스위스, 네덜란드에서 스토어를 보유하고 있으며 모로코, 카타르, 아이보리코스트, 카메룬, 콩고공화국에서 프랜차이즈점으로 운영 중이다.